# Ankama Games
Ankama Games és una empresa francesa enfocada a la creació de videojocs de rol massiu. Va començar com a agència de pàgines web. Actualment té tres jocs disponibles; Dofus, Dofus Arena i Wakfu i estan treballant en un altre, anomenat Slage. Fou fundada per Anthony "Tot" Roux, Camille Chafer i Emmanuel "Manu" Darras.

## Història
- El 2001 l'empresa fou fundada. Treballaven com a agència de pàgines web.
- El 2003 l'empresa ja tenia uns deu treballadors, i comencen a treballar creant un nou joc, Dofus, desenvolupat en Adobe Flash. L'octubre del mateix any s'obre una 'Beta Testing' per a deixar provar el joc.
- El 2004, aproximadament un any després del llançament del 'Beta Testing', Dofus és distribuït a internet.
- El 2005, amb el llançament oficial de Dofus, surten a la venda uns còmics d'aquest i es comença a desenvolupar també la versió en anglès del joc. Així mateix, es comença també a desenvolupar el seu segon joc, Dofus Arena.
- El 2006 es comença a desenvolupar el tercer joc de l'empresa; Wakfu.
- El 2007 surt la segona versió de Dofus Arena. La versió alfa de Wakfu és presentada a la Japan Expo. Aquest mateix any, es crea Ankama Animations que es dedicarà a la creació de la sèrie de dibuixos animats de Wakfu.
- El 2008 s'anuncia la versió 2.0 de Dofus, i s'obre la 'Beta Test' de Wakfu.
- El 2009 s'anuncia oficialment que la versió 2.0 de Dofus s'estrenarà el mateix any. El dia 2 de desembre la versió 2.0 entra en funcionament.
- El 2010 s'inaugura definitivament Dofus 2.0 i tots els servidors de la versió antiga del joc migren a la nova versió. Hi ha opinions molt diverses sobre aquest fet, hi ha nombrosos jugadors que hi estan en contra. La primera versió de Dofus torna a entrar en funcionament, però amb només un servidor anomenat Eratz. S'anuncia el nou joc, Slage.
- El 2011 s'inclou al joc una de les dues noves classes de Dofus i Wakfu, els tymadores.
- El 2017 Es realitza la primera fusió dels servidors del joc Dofus amb resultats desastrós (kiks, congelacions, desaparició de pjs, problemes d'inici de sessió, entre altres) l'empresa s'enfoca a la venda d'articles al basar en comptes de reparar el problemes que el joc presenta, el servei d'atenció al client/suport empitjora any rere any amb temps de resposta superiores als 3 mesos en molts casos

## Jocs
- Dofus, el primer joc MMORPG de l'empresa en Flash. Es tracta de crear un personatge de la raça que el jugador esculli, i interaccionar amb altres jugadors i lluitar contra monstres per tal de guanyar punts d'experiència i pujar de nivell. Està inspirat en un ambient medieval. Té gràfics 2D.
- Arena, és un joc basat amb Dofus, però amb un enfocament PvP (personatge vs personatge). La seva Beta-Testing va començar a rondar el 2006 a internet. Té gràfica 2D.
- Wakfu, que està inspirat en el primer joc de l'empresa, Dofus, però mil anys després de l'època en què es juga a Dofus. És l'únic joc del món amb naturalesa autònoma. Té gràfica 2D.
- Krosmaster
- Fly'n
- Kwaan
- Tactile Wars
- King Tongue
- Krosmaga
- Dofus Pets
- etc.

## Anime
- Wakfu
- Dofus : Aux trésors de Kerubim
- Dofus, livre 1 : Julith (2016, film)
- Mutafukaz (2018, film)

## Web
L'empresa original, l'anterior a Ankama Games, anomenada Ankama Web, es dedica actualment al tema de creació de pàgines web, el màrqueting. És una empresa especialitzada amb les noves tecnologies.